# Шейх-Али, Дауд Махмудович
Дауд Махмудович Шейх-Али (8 ноября 1879—1954) — русский и советский учёный, специалист в области сельского хозяйства, профессор, доктор наук.
Автор ряда научных трудов.

## Биография
Родился 8 ноября 1879 года в Тифлисе (по другим данным во Владикавказе) в смешанной кумыкско-татарской семье генерал-майора Махмуда Магомедовича Шейх-Али (Шихалиева) и помещицы Магипарваз Шейхалиевой (Алкиной). Дауд был первым ребенком в семье; младшим была сестра Амина (в замужестве Сыртланова).
Дауд вначале учился в Тифлисской гимназии, затем — в Оренбургской гимназии, которую окончил в 1902 году. После этого в 1907 году окончил Московский институт инженеров путей сообщения (ныне Российский университет транспорта). Затем в 1909—1912 годах продолжил обучение и проходил стажировку в Париже (Франция). По специальности Дауд Шейх-Али — мелиоратор. Владел несколькими языками — немецким, французским, татарским, казахским, киргизским и кумыкским.
В 1907—1908 годах работал старшим техником-мелиоратором по обводнительным работам Министерства земледелия в Оренбурге. В 1908—1909 годах — начальник экспедиции по обводнению земель по реке Букани Переселенческого управления (Семипалатинск). В 1912—1916 годах — заведующий отделом агропромышленного крестьянского банка Минфина России (Уфа).
В 1916—1919 годах Дауд Шейх-Али являлся агроном Владивостокского отделения Центросоюза (Владивосток). В период Гражданской войны, в 1919—1922 годах — управляющий предприятиями Торгового дома братьев Орловых (Владивосток). Семья Дауда Шейх-Али в эти годы находилась в близких отношениях с семьей адмирала Колчака и жила в Уфе в одном с ними доме. Когда колчаковская армия начала отступление, то вместе с семьей Колчака вынуждена была покинуть насиженные места и семья генерала Шейх-Али. Так они оказались в Сибири, затем во Владивостоке. Дауд остался в России и в 1922—1927 годах работал специалистом по техническим культурам Губернского земского управления (Владивосток).
В 1927—1928 годах — специалист по техническим культурам Губернского земского управления (Алма-Ата). В 1927—1930 годах входил в Комитет содействия постройки Турксиба по строительству железной дороги. В 1929—1936 годах — заведующий кафедрой растениеводства сельскохозяйственного института в Алма-Ате. В 1936—1938 годах — старший научный сотрудник Центральной опытной станции (село Атабаево, Казахская ССР). В 1938—1939 годах — заместитель директора по научной работе Государственной селекционной станции в городе Фрунзе (ныне Бишкек). В 1939—1940 годах — профессор кафедры ботаники Киргизского педагогического института (Фрунзе).
В годы Великой Отечественной войны Дауд Махмудович работал старшим научным сотрудником филиала Академии наук СССР (1941—1944, Фрунзе). В 1944—1951 годах он заведовал кафедрой Дагестанского сельскохозяйственного института в Махачкале.
Был женат на Елене Алексеевне Стобеус. Умер в 1954 году в Махачкале, где и был похоронен.
В числе наград Д. М. Шейх-Али: орден Трудового Красного Знамени и медали. В ноябре 1943 года Киргизским СНК за выдающиеся заслуги в области науки он был отмечен персональной пенсией.